# Goûr Amogjâr
Goûr Amogjâr är ett berg i Mauretanien.   Det ligger i regionen Adrar, i den centrala delen av landet, 400 km nordost om huvudstaden Nouakchott. Toppen på Goûr Amogjâr är 690 meter över havet.
Terrängen runt Goûr Amogjâr är kuperad åt sydväst, men åt nordost är den platt.  Trakten runt Goûr Amogjâr är nära nog obefolkad, med mindre än två invånare per kvadratkilometer. Det finns inga samhällen i närheten. Trakten runt Goûr Amogjâr är ofruktbar med lite eller ingen växtlighet.